# Japetić
Japetić (879 m) – góra w Chorwacji, część Samoborskiego gorja i jego najwyższy szczyt.